# Mateu de París
Mateu de París (en llatí: Matthæus Parisiensis; ca. 1200 - 1259) va ser un monjo benedictí i historiador anglès, que va viure a l'abadia de Sant Albà de Hertfordshire. Malgrat el seu nom i del seu coneixement del francès, va néixer a Anglaterra, encara que potser va estudiar a París. Va redactar la Chronica Majora, una compilació històrica, on dona una visió negativa de la política règia, mentre que en la seva obra abreujada, la Historia Anglorum (escrita cap el 1253), els passatges crítics van ser expurgats. Va ser un vehement defensor de les ordes monàstiques enfront del clergat secular i dels mendicants. També resulta cridanera la franquesa amb la qual critica a la cort pontifícia.